# 다카라즈카 가극단 33기생
다카라즈카 가극단 33기생은 1943년 (쇼와 18년)에 다카라즈카 음악무용학교에 입학, 1945년 (쇼와 20년)에 다카라즈카 가극단에 입단하여, 1946년 (쇼와 21년)에 초무대를 밟은 33명을 가리킨다.

## 일람
입단 당시 성적 순으로 쓰여있다. 개명 전ㆍ개명 후 예명의 출처는 모두 『다카라즈카가극 100년사 (인물편)』이다. 31기와 32기와 같이 초무대를 했기 때문에, 조 편성 내 성적순이다.
| 예명            | 생일      | 출신지                | 출신학교                  | 예명의 유래                                | 애칭             | 역할 | 퇴단년도 | 비고                                                       |
| --------------- | --------- | --------------------- | ------------------------- | ------------------------------------------ | ---------------- | ---- | -------- | ---------------------------------------------------------- |
| 小鈴妙子        |           |                       |                           |                                            |                  |      | 1947년   |                                                            |
| 코스즈 타에코   |           |                       |                           |                                            |                  |      | 1947년   |                                                            |
| 高田和美        | 4월 3일   | 오사카부 오사카시     | 소우아이고등여학교        |                                            | 칸짱             |      | 1961년   |                                                            |
| 타가다 카즈미   | 4월 3일   | 오사카부 오사카시     | 소우아이고등여학교        |                                            | 칸짱             |      | 1961년   |                                                            |
| 桃山千歳        | 3월 27일  | 京都府                | 교토세이카고등여학교      |                                            | 케무짱           |      | 1966년   |                                                            |
| 모모야마 치토세 | 3월 27일  | 京都府                | 교토세이카고등여학교      |                                            | 케무짱           |      | 1966년   |                                                            |
| 相良智代        | 6월 7일   | 쿠마모토현 히토요시시 | 히토요시고등여학교        |                                            | 준짱             | 여역 | 1959년   | 츠쿠시 마리 (筑紫まり)로 개명. 남편 무용가 마츠하라 사다오 |
| 사가라 토모요   | 6월 7일   | 쿠마모토현 히토요시시 | 히토요시고등여학교        |                                            | 준짱             | 여역 | 1959년   | 츠쿠시 마리 (筑紫まり)로 개명. 남편 무용가 마츠하라 사다오 |
| 小乙女すみれ    |           |                       |                           |                                            |                  |      | 1947년   | 딸 사오토메 사치 (67)                                      |
| 사오토메 스미레 |           |                       |                           |                                            |                  |      | 1947년   | 딸 사오토메 사치 (67)                                      |
| 大津裕美        | 3월 3일   | 도쿄도                | 치바현립 마츠도고등여학교 |                                            | 피ー코           |      | 1958년   | 오오츠 히로미 (大津ひろみ)로 개명                          |
| 오오츠 히로미   | 3월 3일   | 도쿄도                | 치바현립 마츠도고등여학교 |                                            | 피ー코           |      | 1958년   | 오오츠 히로미 (大津ひろみ)로 개명                          |
| 鼓ケ浦満子      | 2월 9일   | 오사카부              |                           | 다카라즈카 무용극 「만조」에서 언니가 명명 | 미미짱, 캉캉사마 |      | 1954년   |                                                            |
| 코가우라 미츠코 | 2월 9일   | 오사카부              |                           | 다카라즈카 무용극 「만조」에서 언니가 명명 | 미미짱, 캉캉사마 |      | 1954년   |                                                            |
| 峯喜美代        |           |                       |                           |                                            |                  |      | 1946년   | 미네 키미코 (峰貴美子)로 개명                              |
| 미야 키미요     |           |                       |                           |                                            |                  |      | 1946년   | 미네 키미코 (峰貴美子)로 개명                              |
| 嵯峨みやじ      | 11월 21일 | 효고현                | 메이죠고등여학교          |                                            | 펭코             |      | 1954년   |                                                            |
| 사가 미야지     | 11월 21일 | 효고현                | 메이죠고등여학교          |                                            | 펭코             |      | 1954년   |                                                            |
| 古雅典美        | 10월 13일 | 후쿠이현 에치젠시     | 히부스마여학원            |                                            | 노리짱           | 남역 | 1954년   | 외국차 세일즈업                                            |
| 코가 츠네미     | 10월 13일 | 후쿠이현 에치젠시     | 히부스마여학원            |                                            | 노리짱           | 남역 | 1954년   | 외국차 세일즈업                                            |
| 梓由美          |           |                       |                           |                                            |                  |      | 1951년   |                                                            |
| 아즈사 유미     |           |                       |                           |                                            |                  |      | 1951년   |                                                            |
| 星宮眞沙美      | 3월 9일   | 치바현 치바시         | 치바현립고등여학교        |                                            | 오하마짱         | 여역 | 1957년   | 남편 에세이스트 타마이 카츠미                              |
| 호시미야 마사미 | 3월 9일   | 치바현 치바시         | 치바현립고등여학교        |                                            | 오하마짱         | 여역 | 1957년   | 남편 에세이스트 타마이 카츠미                              |
| 三浦梨花        | 7월 22일  | 도쿄도                | 슈쿠토쿠고등여학교        |                                            | 테코             |      | 1958년   |                                                            |
| 미우라 리카     | 7월 22일  | 도쿄도                | 슈쿠토쿠고등여학교        |                                            | 테코             |      | 1958년   |                                                            |
| 菅梅代          | 1월 29일  | 오사카부              |                           | 가몬에서 따옴                              | 텟짱             |      | 1959년   |                                                            |
| 스가 우메요     | 1월 29일  | 오사카부              |                           | 가몬에서 따옴                              | 텟짱             |      | 1959년   |                                                            |
| 花町ゆかり      |           |                       |                           |                                            |                  |      | 1949년   |                                                            |
| 하나마치 유카리 |           |                       |                           |                                            |                  |      | 1949년   |                                                            |
| 会津緑          |           | 오사카부              |                           |                                            |                  |      | 1947년   |                                                            |
| 아이즈 미도리   |           | 오사카부              |                           |                                            |                  |      | 1947년   |                                                            |
| 櫻路三千代      | 3월 10일  | 도쿄도                | 호리코시고등여학교        |                                            | 모코짱           |      | 1955년   |                                                            |
| 사쿠라지 미치요 | 3월 10일  | 도쿄도                | 호리코시고등여학교        |                                            | 모코짱           |      | 1955년   |                                                            |
| 近江京子        |           |                       |                           |                                            |                  |      | 1947년   |                                                            |
| 오오미 쿄코     |           |                       |                           |                                            |                  |      | 1947년   |                                                            |

| 예명              | 생일      | 출신지                | 출신학교                 | 예명의 유래                                                    | 애칭         | 역할 | 퇴단년도 | 비고                                                        |
| ----------------- | --------- | --------------------- | ------------------------ | -------------------------------------------------------------- | ------------ | ---- | -------- | ----------------------------------------------------------- |
| 若浦朝生          | 12월 13일 | 도쿄도                | 무사시노고등여학교       | 고킨와카슈                                                     | 군짱         |      | 1954년   |                                                             |
| 와카우라 아사오   | 12월 13일 | 도쿄도                | 무사시노고등여학교       | 고킨와카슈                                                     | 군짱         |      | 1954년   |                                                             |
| 雲路たづぬ        | 12월 22일 | 효고현 산다시         | 산다고등여학교           | いづかたの 雲路ときかば たづぬべし つれはなれたる 雁のゆくへを | 토모상       |      | 1958년   | 남편 요시이 히로미 2017년 9월 14일 사망.                    |
| 쿠모지 타즈누     | 12월 22일 | 효고현 산다시         | 산다고등여학교           | いづかたの 雲路ときかば たづぬべし つれはなれたる 雁のゆくへを | 토모상       |      | 1958년   | 남편 요시이 히로미 2017년 9월 14일 사망.                    |
| 桂木ゆたか        | 3월 23일  | 도쿄도                | 아이코쿠여자상업고등학교 |                                                                | 챠ー코       |      | 1970년   | 1970년 1월 5일, 재단 중 사망                                |
| 카츠라기 유타카   | 3월 23일  | 도쿄도                | 아이코쿠여자상업고등학교 |                                                                | 챠ー코       |      | 1970년   | 1970년 1월 5일, 재단 중 사망                                |
| 新珠三千代        | 1월 15일  | 나라현 나라시         | 도쿄후렌도여학교         | 나츠메 소세키 「그리고」에서 어머니와 언니가 명명              | 쿄짱         | 여역 | 1955년   | 배우. 동생 츠바키 치요 (39)                                 |
| 아라타마 미치요   | 1월 15일  | 나라현 나라시         | 도쿄후렌도여학교         | 나츠메 소세키 「그리고」에서 어머니와 언니가 명명              | 쿄짱         | 여역 | 1955년   | 배우. 동생 츠바키 치요 (39)                                 |
| 柳寿美            | 11월 14일 | 오사카부 사카이시     |                          |                                                                | 마스상       |      | 1951년   |                                                             |
| 야나기 스미       | 11월 14일 | 오사카부 사카이시     |                          |                                                                | 마스상       |      | 1951년   |                                                             |
| 美山恵津          | 11월 15일 | 나가사키현 나가사키시 | 오오타니고등여학교       | 예과의 교장이 명명                                             | 오하라       |      | 1986년   | 개명전 미야마 하나코 (美山花子), 미야마 에츠코 (美山恵津子) |
| 미야마 에츠       | 11월 15일 | 나가사키현 나가사키시 | 오오타니고등여학교       | 예과의 교장이 명명                                             | 오하라       |      | 1986년   | 개명전 미야마 하나코 (美山花子), 미야마 에츠코 (美山恵津子) |
| 滋賀雅美          |           |                       |                          |                                                                |              |      | 1949년   |                                                             |
| 시가 마사미       |           |                       |                          |                                                                |              |      | 1949년   |                                                             |
| 水城澄子          |           |                       |                          |                                                                |              |      | 1950년   |                                                             |
| 미즈키 스미코     |           |                       |                          |                                                                |              |      | 1950년   |                                                             |
| 櫻丘美子          |           | 쿠마모토현            |                          |                                                                |              |      | 1948년   |                                                             |
| 사쿠라오카 요시코 |           | 쿠마모토현            |                          |                                                                |              |      | 1948년   |                                                             |
| 深山しのぶ        | 3월 31일  | 만주                  | 오사카                   | 깊은 산을 그리워하듯이 그윽하고 고상한 사람이 되도록           | 치비짱, 페코 |      | 1990년   |                                                             |
| 미야마 시노부     | 3월 31일  | 만주                  | 오사카                   | 깊은 산을 그리워하듯이 그윽하고 고상한 사람이 되도록           | 치비짱, 페코 |      | 1990년   |                                                             |
| 山路小百合        | 2월 25일  | 효고현 고베시         |                          |                                                                | 마지         |      | 1957년   | 남편 사와무라 소우노스케                                    |
| 야마지 사유리     | 2월 25일  | 효고현 고베시         |                          |                                                                | 마지         |      | 1957년   | 남편 사와무라 소우노스케                                    |
| 美野真砂子        |           |                       |                          |                                                                |              |      | 1947년   |                                                             |
| 요시노 마사코     |           |                       |                          |                                                                |              |      | 1947년   |                                                             |
| 恵ゆたか          | 1월 8일   | 도쿄도                |                          |                                                                | 마히         |      | 1991년   | 메구미 사카에 (恵さかえ)로 개명                             |
| 메구미 유타카     | 1월 8일   | 도쿄도                |                          |                                                                | 마히         |      | 1991년   | 메구미 사카에 (恵さかえ)로 개명                             |
| 川霧妙子          |           | 도쿄도                |                          |                                                                |              |      | 1949년   | 오오미 치요 (大海千代)로 개명                               |
| 카와기리 타에코   |           | 도쿄도                |                          |                                                                |              |      | 1949년   | 오오미 치요 (大海千代)로 개명                               |
| 常盤みどり        | 1월 23일  | 도쿄도                | 가마쿠라시립고등여학교   |                                                                | 데코         |      | 1946년   |                                                             |
| 토키와 미도리     | 1월 23일  | 도쿄도                | 가마쿠라시립고등여학교   |                                                                | 데코         |      | 1946년   |                                                             |